# Alexander Jegorowitsch Staubert
Alexander Jegorowitsch Staubert (russisch Александр Егорович Штауберт; * 1780 in St. Petersburg; † 1843 ebenda) war ein russischer Architekt.

## Leben
Staubert war der Sohn eines deutschen Offiziers der russischen Armee. Er besuchte die Schule und studierte in St. Petersburg 1788–1801 unter anderem an der Akademie der Künste bei Andrejan Sacharow. Er arbeitete darauf bis zu seinem Tode im Ingenieursdepartement des Militäramtes. Seine praktische Tätigkeit begann unter der Leitung des Architekten Andrei Woronichin mit der Fertigstellung der Hauskirche des Bergkadettenkorps.
Staubert baute hauptsächlich in St. Petersburg. Seine erste bedeutende Arbeit war das Militärwaisenhaus (1806–1809) am Moskowski-Prospekt 17. 1822–1825 baute er die spätklassizistische Gardeoffiziersschule, die spätere Nikolaus-Kavallerie-Schule. In einem Projekt Carlo Rossis baute Staubert das Gebäude des Senats und der Synode. Dann baute er 1826–1827 das Gebäude der Artillerieschule um. 1827 wurde er als freies Ehrenmitglied in die Akademie der Künste gewählt. 1828–1829 baute er das Marinegefängnis. Mit Backsteinen baute er die Kasernen des Moskauer Regiments und des Jägerregiments. Dabei verzichtete er als Erster auf Verputz und Stuck, so dass er als Begründer des Backsteinstils galt. 1831–1836 erweiterte er das Tschesmensker Palais durch zweigeschossige Flügelbauten.
Außerhalb von St. Petersburg baute er insbesondere in Gattschina das Stadthospital (1820–1822), in der Festung Schlüsselburg die klassizistische Kathedrale der Geburt Johannes des Täufers (1826–1831, nur als Ruine erhalten), in Jamburg die Manege des Zarizyn-Regiments (1830–1838) mit dem Architekten Trendelenburg, in Babrujsk die Alexander-Newski-Kathedrale und in Dünaburg Amtsgebäude und Gymnasium. In Dünaburg plante er zusammen mit Georg Heinrich Hekel (1764–1832) die Verteidigungsanlagen. Zu nennen sind auch sein Projekt der Arrestantenkaserne in Omsk (1830–1831) und das Projekt des Gasthofs und der Backsteinkasernen in Brest (1835).
Stauberts letztes Werk war das schmucklos-funktionale Gebäude des Nikolaus Militärhospitals (1835–1840) im spätklassizistischen Stil in St. Petersburg, wie es für Staubert typisch war.
Staubert wurde in St. Petersburg auf dem Smolensker Friedhof begraben.